# Opus 111
La Opus 111 è un'etichetta indipendente francese con sede a Parigi attiva nella produzione di dischi di musica classica.

## Storia
È stata fondata nel 1990 da Yolanta Skura, una pianista di origine polacca diplomata al conservatorio di Varsavia. In seguito ad un incidente alla mano avvenuto all'età di sedici anni e che ne ha precluso la carriera pianistica, si è successivamente orientata ad un'attività lavorativa legata al mondo discografico frequentando un corso per tecnici del suono. Emigrata in Francia, viene assunta dalla casa discografica francese Erato, dove entra in contatto con musicisti come Maurice André, Marie-Claire Alain e John Eliot Gardiner agli inizi della loro carriere. In seguito all'esperienza maturata con Erato, lavora in seguito per alcuni anni come produttrice indipendente fino al 1990, anno in cui decide di fondare una propria casa discografica, la Opus 111.
La filosofia iniziale dell'azienda è quella di ingaggiare nuovi talenti emergenti del mondo della musica classica (in particolar modo attivi nel repertorio della musica antica e barocca) che vengono ignorati dalle major del disco, seguendoli nello sviluppo della loro carriera. Tra gli artisti divenuti poi famosi e rinomati interpreti, troviamo Fabio Biondi con l'Europa Galante, Rinaldo Alessandrini con il Concerto Italiano, i gruppi Discantus e Alla Francesca. Presente in catalogo anche registrazioni del pianista Grigory Sokolov.
Tra i titoli più venduti della Opus 111 c'è il disco delle Quattro Stagioni di Antonio Vivaldi eseguito dall'Europa Galante.
Dall'anno 2000 l'etichetta discografica è passata alla Naïve Records.